# Système de migration passage assisté

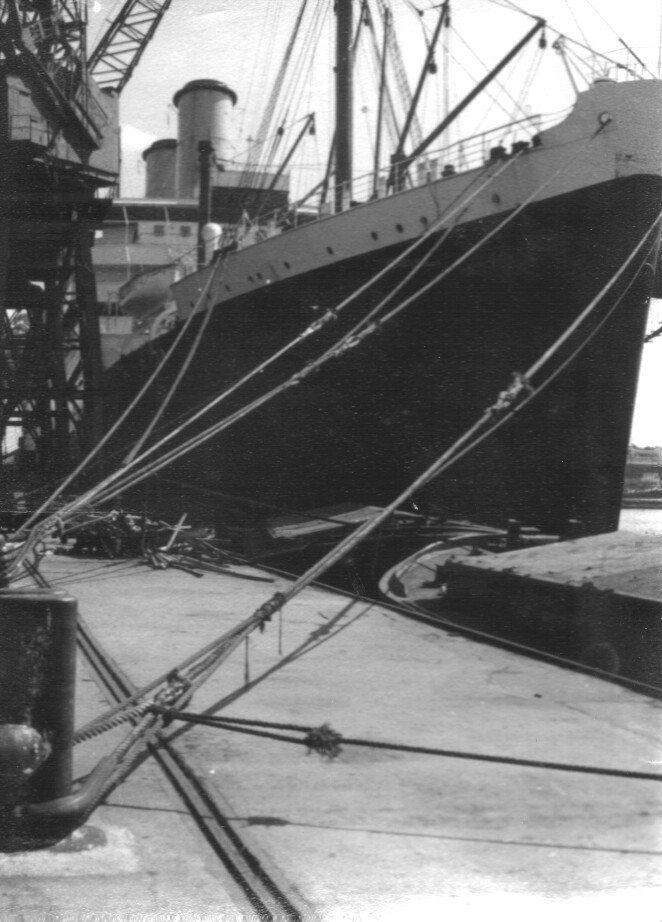
L'Orient Steam Navigation Company paquebot SS Oronte dans Tilbury Docks vers 1957 peu de temps avant le départ pour Sydney transportant (principalement) des migrants grâce au « système de migration passage assisté ».

Le système de migration passage assisté (en anglais Assisted Passage Migration Scheme) ou familièrement Ten Pound Poms, est utilisé en Australie pour désigner les sujets britanniques qui ont émigré dans le pays après la Seconde Guerre mondiale, sous un régime de passage assisté, établi et exploité par le gouvernement australien.

## Principe et historique
Créé en 1945 sous le gouvernement de Ben Chifley par le premier ministre de l'Immigration, Arthur Calwell, le système a été conçu dans le cadre de la politique « Remplir ou périr », afin d'augmenter sensiblement la population de l'Australie et de fournir des travailleurs pour les industries en plein essor dans le pays.
Outre le fait de subventionner le voyage des migrants - les adultes ne payaient que 10 £ (d'où le nom « Ten Pound », 10 livres sterling) pour leur voyage, et celui-ci était gratuit pour les enfants - le gouvernement leur promettait des perspectives d'emploi, de logement et un mode de vie généralement plus optimistes.

## Participants connus
- L'ancienne Première ministre Julia Gillard a émigré avec sa famille de Barry, Vale of Glamorgan, au Pays de Galles en 1966, ses parents espérant que le climat plus chaud de l'Australie l'aiderait à soigner une infection pulmonaire[2].

- L'ancien Premier ministre, Tony Abbott, a émigré en 1960 sous le régime du « £10 scheme », malgré le fait que son père avait déjà vécu en Australie après son arrivée au début de la Seconde Guerre mondiale, et que sa mère était une expatriée australienne vivant en Angleterre au moment de sa naissance[3].

- Les Bee Gees (les frères Gibb) ont passé leurs premières années à Chorlton, Manchester, en Angleterre, puis ont émigré à la fin des années 1950 à Redcliffe dans le Queensland, où ils ont commencé leur carrière musicale[4].

- Grâce McNeil (née Greenwood) et Christopher John Jackman, un comptable formé à Cambridge, ont émigré en 1967 en Australie où leur fils, Hugh Jackman, est né à Sydney[4].

- Parmi d'autres personnalités du monde artistique on compte aussi Kylie Minogue ; dans le domaine sportif Frank Tyson (en) et Harold Larwood ; en politique le ministre de l'immigration Al Grassby (en)[4].

### Note
- (en) Cet article est partiellement ou en totalité issu de l’article de Wikipédia en anglais intitulé « Ten Pound Poms » (voir la liste des auteurs).